# Sojus 38
Sojus 38 ist die Missionsbezeichnung für den am 18. September 1980 gestarteten Flug eines sowjetischen Sojus-Raumschiffs zur sowjetischen Raumstation Saljut 6. Es war der 13. Besuch eines bemannten Sojus-Raumschiffs bei dieser Raumstation und der 60. Flug im sowjetischen Sojusprogramm. 

## Besatzung

### Hauptbesatzung
- Juri Wiktorowitsch Romanenko (2. Raumflug), Kommandant
- Arnaldo Tamayo Méndez (1. Raumflug), Bordingenieur ( Kuba)

### Ersatzmannschaft
- Jewgeni Wassiljewitsch Chrunow, Kommandant
- Jose Armando Lopez Falkon, Bordingenieur ( Kuba)

## Missionsüberblick
Es war die achte Besuchsmannschaft (Saljut 6 EP-8) die die Station Saljut 6 besuchte. Auch dieser Besuch fand im Rahmen des Interkosmos-Programms statt. Während des Besuches arbeitete die vierte Stammmannschaft (Saljut 6 EO-4) mit Leonid Popow und Waleri Rjumin.
Die Mannschaft vollzog eine erfolgreiche Kopplung im Erdschatten, so dass nur die Positionslichter des sich nähernden Raumschiffs zu sehen war. Von Bord der Raumstation aus wurde durch Waleri Rjumin die Tätigkeit des Haupttriebwerkes der Sojus gefilmt. Damit wurden die Untersuchungen zu den Problemen des Haupttriebwerkes von Sojus 33 fortgesetzt. 
Im Gegensatz zu früheren Besuchsmissionen wurde der Raumflug nicht dazu genutzt, das Sojus-Raumschiff an der Raumstation auszutauschen. Nach einer Woche kehrten Romanenko und Méndez mit Sojus 38 wieder zur Erde zurück.